# Gens Iunia
La gens Iunia (con il nomen Iunius, in italiano gens Giunia) fu un'importante gens (clan familiare) della Roma antica, con rami sia patrizi che plebei.
I cognomina più frequenti sono quello di Bruto (Brutus) e di Silano (Silanus).

## Giuni patrizi
I primi Giuni erano patrizi.
ll primo è:
- Marco Giunio. Di vantata "stirpe troiana", sposò una sorella di Tarquinio il Superbo. Fu ucciso da quest'ultimo assieme al primogenito. (Livio 1, 56)

Il secondogenito è:
- Lucio Giunio Bruto, fondatore della Repubblica romana nel 509 a.C. (Cic. ad Att. 6,1,22; Brut. 14,59; Cato 20; Tusc 4,27,50; Dion. Hal. 4, 67-77; 5, 14 seg.; Livio I, 56, 59; II 2,2 seg; II 6)
- T. Giunio Bruto e Ti. Giunio Bruto, figli del precedente e di Vitellia. Giustiziati per ordine del padre (Livio II, 4, 5)

Con loro si estingue la stirpe dei Giuni patrizi.

## Membri della gens

### Iunii Bruti
- Lucio Giunio Bruto: fondatore della Repubblica romana nel 509 a.C.;
- Lucio Giunio Bruto: leader della secessione della plebe sul Monte Sacro nel 494 a.C., uno dei primi a ricoprire la carica di tribuno della plebe (Dion.6, 70), prese il cognomen di Bruto senza averne alcun diritto;
- Decimo Giunio Bruto Sceva: console nel 325 a.C. assieme a Lucio Furio Camillo (Livio VIII, 12, 29);
- Gaio Giunio Bubulco Bruto: console nel 317, 313 e 311 a.C., nel 309 a.C. fu magister equitum durante la dittatura di Lucio Papirio Cursore;
- Marco Giunio M. f. L. n. Bruto: console nel 178 a.C.;
- Marco Giunio Bruto: eminente giurista, considerato uno dei fondatori del diritto civile, secondo Cicerone fu autore di almeno tre testi de iure civile;[1]
- Marco Giunio Bruto l'accusatore: figlio del precedente, accusò Marco Emilio Scauro e Lucio Licinio Crasso.
- Decimo Giunio Bruto Galleco: figlio del precedente, console a sua volta nel 138 a.C. assieme a P. Cornelio Scipione Nasica, conquistò la Galizia, da cui l'agnomen.
- Marco Giunio Bruto: pretore nell'88 a.C.;[2]
- Decimo Giunio Bruto: figlio del precedente, tribuno della plebe nell'83 a.C.,sposò Servilia, sorellastra di Catone Uticense, parteggiò per Mario, console nel 77 a.C., ucciso da un servo di Pompeo Magno, probabilmente su ordine di quest'ultimo;
- Decimo Giunio Bruto Albino: uno degli assassini di Cesare 44 a.C.. Nato nell'84 a.C. e figlio del console del 77: adottato da Aulo Postumio Albino, il console del 99 a.C.;
- Marco Giunio Bruto Cepione: il più noto tra gli assassini di Giulio Cesare (44 a.C.), figlio di Servilia, adottato dal fratello della madre, Quinto Servilio Cepione;
- Decimo Giunio Bruto Pera;

### Iunii Silani
Nei primi anni dell'Impero Romano, diversi Giunii importanti appartenevano ai Silani, un ramo patrizio della gens. I Silani erano in stretto contatto con gli imperatori della dinastia Giulio - Claudia ed erano anche imparentati con la famiglia imperiale, giacché alcuni erano diretti discendenti di Augusto.
- Marco Giunio: si distinse più volte durante la II guerra punica con Scipione, in Spagna dove nel 211 a.C., batté Annone e Magone, morì nel 196 a.C.;

- Decimo Giunio Silano Manliano: condannato dal padre nel 141 a.C.;
- Marco Giunio Silano: console nel 109 a.C., sconfitto dai Cimbri;
- Marco Giunio Silano: pretore nel 77 a.C. e proconsole in Asia nel 76 a.C.;[3]
- Decimo Giunio Silano: console nel 62 a.C. con Licinio Murena ed assieme emanarono una Lex Licinia. Fu il secondo marito di Servilia e quindi il patrigno di Bruto;
- Marco Giunio Silano: figlio del precedente: cognato di Lepido, ma nel 44 a.C. seguì Marco Antonio, poi Sesto Pompeo ed infine fu con Augusto, ricoprì la carica di console assieme ad Augusto nel 25 a.C.;
- Gaio Giunio Silano, console nel 17 a.C.;
- Gaio Giunio Silano: console nel 10, insieme a Publio Cornelio Dolabella il Giovane fece costruire il famoso Arco di Dolabella;
- Marco Giunio Silano: console suffetto nel 15 sotto Tiberio, la figlia sposò Caligola che in seguito lo mando a morte;
- Appio Giunio Silano: console nel 28 sotto Tiberio, fu fatto giustiziare dall'imperatrice Messalina per averla rifiutata;
- Lucio Giunio Silano: accompagnò Claudio in Britannia e ricevette gli ornamenta triumphalia, morì suicida nel 49 d.C.;
- Lucio Giunio Silano: fu bandito e fatto giustiziare da Nerone;

### Fonti antiche
- (LA) Marco Tullio Cicerone, Brutus.
- (LA) Marco Tullio Cicerone, De oratore,  II.
- (LA) Marco Tullio Cicerone, Epistulae ad Atticum,  I.

### Studi moderni
- (EN) T. Robert S. Broughton, The Magistrates of the Roman Republic, a cura di Phillip H. De Lacy, collana Philological Monographs, I, 1ª ed., New York, American Philological Association, 1952.
- (EN) T. Robert S. Broughton, The Magistrates of the Roman Republic, a cura di Phillip H. De Lacy, collana Philological Monographs, II, 1ª ed., New York, American Philological Association, 1952.
- (DE) Friedrich Münzer, Maximilian Riba e Ernst Hohl, Paulys Realencyclopädie der classischen Altertumswissenschaft, X, 1, 1973  [1837],  pp. 960-1114.